# Tour de Vendée 2001
Il Tour de Vendée 2001, trentesima edizione della corsa e valida come evento del circuito UCI categoria 1.3, si svolse il 29 aprile 2001 per un percorso totale di 206 km. Fu vinta dal francese Didier Rous che terminò la gara con in 4h51'32" alla media di 42,479 km/h.

## Ordine d'arrivo (Top 10)
| Pos. | Corridore         | Squadra       | Tempo    |
| ---- | ----------------- | ------------- | -------- |
| 1    | Didier Rous       | Bonjour       | 4h51'32" |
| 2    | Benoît Salmon     | AG2R Prév.    | a 2"     |
| 3    | Patrice Halgand   | Jean Delatour | a 54"    |
| 4    | Ludovic Capelle   | AG2R& Prév.   | a 56"    |
| 5    | Emmanuel Magnien  | F. des Jeux   | s.t.     |
| 6    | Damien Nazon      | Bonjour       | s.t.     |
| 7    | Jaan Kirsipuu     | AG2R Prév.    | s.t.     |
| 8    | Martín Garrido    | Colchon Relax | s.t.     |
| 9    | Martín Perdiguero | Cantina Tollo | s.t.     |
| 10   | Federico Colonna  | Cantina Tollo | s.t.     |